# Save His Soul
Save His Soul è il terzo album in studio del gruppo musicale statunitense Blues Traveler, pubblicato nel 1993.

## Tracce
1. Trina Magna (John Popper) – 5:49
2. Love and Greed (Chan Kinchla, Popper) – 4:14
3. Letter from a Friend (Popper, Bobby Sheehan) – 4:39
4. Believe Me (Kinchla, Popper) – 3:33
5. Go Outside and Drive (Popper) – 4:50
6. Defense & Desire (Popper, Sheehan) – 3:58
7. Whoops (Popper) – 8:17
8. Manhattan Bridge (Kinchla) – 2:47
9. Love of My Life (Popper) – 5:39
10. NY Prophesie (Kinchla, Popper) – 4:35
11. Save His Soul (Brendan Hill) – 3:12
12. Bullshitter's Lament (Popper) – 3:28
13. Conquer Me (Popper, Sheehan) – 5:09
14. Fledgling (Popper) – 7:25